# Roca Taikhar
La Roca Taikhar (mongol: Тайхар Чулуу, Taikhar Chuluu) és una roca de granit de 20 m d'alçada al sum d'Ikh-Tamir, província d'Arkhangai, Mongòlia.

## Escriptura
Està coberta per 150 textos en moltes llengües pertanyents a molts períodes històrics diferents (rúnic, uigur, mongol, tibetà). Les més antigues serien les rúniques, que es remunten als segles Vi i VII i utilitzada pels pobles túrquics. Tanmateix, en els darrers anys, els grafits han aparegut molt a la superfície de la roca i les escriptures antigues gairebé han desaparegut. El govern mongol va decidir protegir Taikhar Chuluu el 1994.

## Llegenda
El mite més famós sobre la formació de Taikhar Chuluu és sobre el gegant guerrer Bukhbilegt. Un dia, Bukhbilegt va llançar una pedra a una serp que va sortir del terra. Tanmateix, la roca va caure massa lluny i va aterrar on és avui.